# Красик понтійський
Красик понтійський або пістрянка понтійська (Zygaena sedi) — вид комах з родини Zygaenidae. Один з 101 видів роду; один з 18 видів роду у фауні України.

## Морфологічні ознаки
Розмах крил — 26–33 мм. Переднє крило темно-зеленувато-синє з добре розвинутим малюнком з трьох пар відносно великих кутастих частково злитих червоних плям з білуватою облямівкою. Заднє крило червоне з вузькою темно-зеленувато-синьою облямівкою на зовнішньому краї. Черевце темно-зеленувато-синє.

## Поширення
Балкани, південно-східна Європа, Мала Азія. 
В Україні — східна частина південного берега Криму.

## Особливості біології
Мешкає у лучно-степових біоценозах, від практично нульових позначок до 300 м н.р.м. у місцях перебування кормової рослини гусені — горошку стрункого (далматського), переважно розташованих на північних та західних схилах гір. На південних схилах зустрічається у найбільш мезофітних їх частинах. У Карадазькому ПЗ у 1980-х рр. спостерігалися локальні колонії цього виду виключно на північних та західних схилах гір. З середини 1990-х вони стали поступово переходити до низових частин південних схилів і зараз існують лише там; причини цього не з'ясовані. Моновольтинний вид, літ метеликів — з кінця травня до середини липня. Самиця відкладає яйця окремими рядками (до 6–14 яєць) на листя кормової рослини. Розвиток яйця — 7 днів. Гусінь перших віків мінує, пізніше скелетує листя, розвивається близько 20 днів і в першій декаді липня зупиняє живлення, впадаючи у діапаузу до квітня наступного року. Навесні розвиток триває близько 3 тижнів, гусінь живиться молодим листям та квітковими бруньками, обгризає молоді пагони. Заляльковування — в другій декаді травня на трав'янистих рослинах у жовтому коконі. Лялечка розвивається 11–16 днів.

## Загрози та охорона
Загрози: у деяких популяціях — курортне будівництво, розширення площ виноградників.
Охороняється у Карадазькому ПЗ. Доцільно створити ентомологічні заказники в інших його місцях перебування (із забороною випасання худоби та сінокосу).